# Leucatomis variegata
Leucatomis variegata är en fjärilsart som beskrevs av George Francis Hampson. Leucatomis variegata ingår i släktet Leucatomis och familjen nattflyn. Inga underarter finns listade i Catalogue of Life.